# NGC 6912
NGC 6912 este o emission-line galaxy⁠(d) situată în constelația Capricornul. A fost descoperită în 14 august 1881 de către Edward S. Holden⁠(d).